# 2002年フランスグランプリ

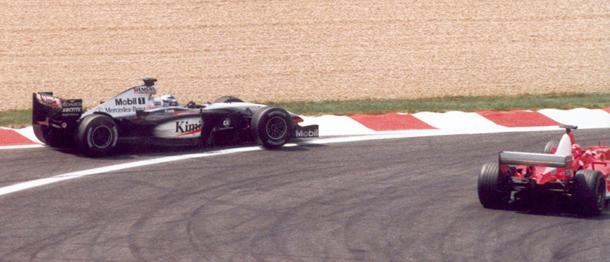
キミ・ライコネンがオーバーランし、ミハエル・シューマッハがトップに立つ。

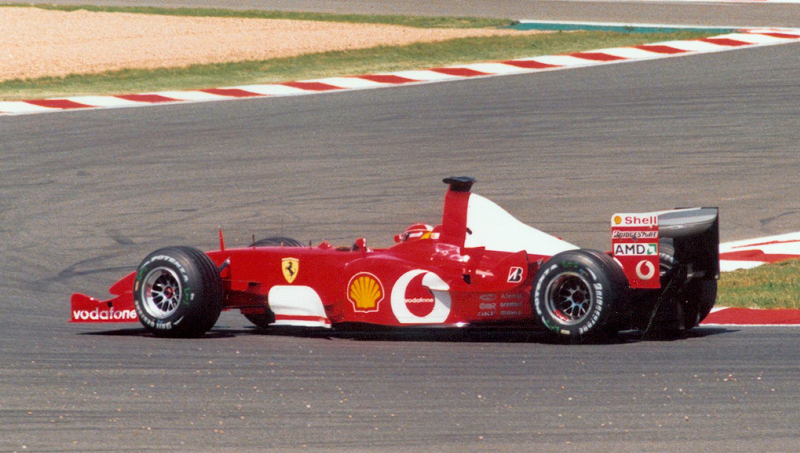
ミハエル・シューマッハが5度目のタイトルを確実なものとし、45年前のファン・マヌエル・ファンジオの記録に並ぶ。

2002年フランスグランプリ (Mobil 1 Grand Prix de France) は、2002年F1世界選手権の第11戦として、2002年7月21日にマニクール・サーキットで開催された。このレースでミハエル・シューマッハは史上最速で5度目のワールドチャンピオンを確実なものとし、40年以上前にファン・マヌエル・ファンジオの達成した記録と並んだ。

## レース前
このレースはシューマッハがチャンピオンを決める可能性があるレースとなった。バリチェロとモントーヤが3位以下であれば、シューマッハのチャンピオンが決定することになる。
ルノーは来シーズントゥルーリの残留、バトンの離脱、フェルナンド・アロンソのF1復帰を発表。
アロウズは深刻な資金難のため、レースへ参加取りやめになるという噂があったものの、サーキットには姿を現した。
ジョーダンのフィジケラは大クラッシュし予選およびレースを取りやめることが決まった。

## 予選
資金難のアロウズは故意に予選落ちした。ジョーダンはフィジケラの代役としてフレンツェンを起用しようと試みたものの、結果的には佐藤1台体制で出走することになった。

## 決勝
フォーメーションラップで3位のバリチェロがジャッキが上がったままでスタートできず、結局そのままリタイヤとなった。
レースはポールポジションのモントーヤが、2位ミハエル・シューマッハをリード。さらにライコネンと激しいバトルを演じる。後方ではザウバーのマッサが一時7位を走るがそれはフライングによるものでペナルティを受けて後退。唯一の母国グランプリとなったパニスは佐藤と接触。両者とも走り続けるが、結局両者リタイヤとなり、パニスがジョーダンのピットウォールを訪れるシーンもあった。
レースはモントーヤが先にピットイン、2位のシューマッハはその後にピットインを行い、モントーヤの前に出るが、シューマッハはピットレーンの白線をまたいでしまいドライブスルーペナルティを受けた。
その後モントーヤはずるずると交代、ライコネンが先頭、2位シューマッハ、3位にはこのサーキットを得意とするクルサードが続くが、クルサードはシューマッハと同じ理由でペナルティを受け後退する。
ライコネンの初優勝かと思われたが残り5周、マクニッシュのトヨタがエンジントラブルでオイルをまき散らし「アデレード」でリタイヤ、直後ライコネンがオイルにのり滑ってしまいコースオフ。ポジションをシューマッハに譲ってしまう。
これによりシューマッハがトップに立つとそのまま優勝。ライコネンは2位、ペナルティを受けたものの最後にファステストラップをマークしたクルサードが3位。ウィリアムズ勢が3位に入れず、これでシューマッハのドライバーズチャンピオンが決まった。
レース終了後、シューマッハがライコネンをオーバーテイクしたことについて、黄旗区間で追い越したのではないか、と物議をかもしたが、ライコネンの車は4輪がコース外に出ており、これについてはペナルティは科されず、シューマッハの61勝目とファン・マヌエル・ファンジオに並ぶ5回目のドライバーズチャンピオンが決定した。
| 順位     | No | ドライバー                       | チーム                  | 周回 | タイム                | グリッド | ポイント |
| -------- | -- | -------------------------------- | ----------------------- | ---- | --------------------- | -------- | -------- |
| 1        | 1  | ミハエル・シューマッハ           | フェラーリ              | 72   | 1:32:09.837           | 2        | 10       |
| 2        | 4  | キミ・ライコネン                 | マクラーレン-メルセデス | 72   | +1.104                | 4        | 6        |
| 3        | 3  | デビッド・クルサード             | マクラーレン-メルセデス | 72   | +31.975               | 6        | 4        |
| 4        | 6  | ファン・パブロ・モントーヤ       | ウィリアムズ-BMW        | 72   | +40.675               | 1        | 3        |
| 5        | 5  | ラルフ・シューマッハ             | ウィリアムズ-BMW        | 72   | +41.772               | 5        | 2        |
| 6        | 15 | ジェンソン・バトン               | ルノー                  | 71   | +1 Lap                | 7        | 1        |
| 7        | 7  | ニック・ハイドフェルド           | ザウバー-ペトロナス     | 71   | +1 Lap                | 10       |          |
| 8        | 23 | マーク・ウェバー                 | ミナルディ-アジアテック | 71   | +1 Lap                | 18       |          |
| 9        | 17 | ペドロ・デ・ラ・ロサ             | ジャガー-コスワース     | 70   | +2 Laps               | 15       |          |
| 10       | 22 | アレックス・ユーン               | ミナルディ-アジアテック | 68   | +4 Laps               | 19       |          |
| 11       | 25 | アラン・マクニッシュ             | トヨタ                  | 65   | エンジン              | 17       |          |
| リタイア | 16 | エディ・アーバイン               | ジャガー-コスワース     | 52   | リアウィング          | 9        |          |
| リタイア | 14 | ヤルノ・トゥルーリ               | ルノー                  | 49   | エンジン              | 8        |          |
| リタイア | 8  | フェリペ・マッサ                 | ザウバー-ペトロナス     | 48   | 機械系                | 12       |          |
| リタイア | 24 | ミカ・サロ                       | トヨタ                  | 48   | エンジン              | 16       |          |
| リタイア | 11 | ジャック・ヴィルヌーヴ           | BAR-ホンダ              | 35   | エンジン              | 13       |          |
| リタイア | 12 | オリビエ・パニス                 | BAR-ホンダ              | 29   | アクシデント ダメージ | 11       |          |
| リタイア | 10 | 佐藤琢磨                         | ジョーダン-ホンダ       | 23   | スピン                | 14       |          |
| DNS      | 2  | ルーベンス・バリチェロ           | フェラーリ              |      | イグニッション        | 3        |          |
| DNQ      | 20 | ハインツ＝ハラルド・フレンツェン | アロウズ-コスワース     |      |                       |          |          |
| DNQ      | 21 | エンリケ・ベルノルディ           | アロウズ-コスワース     |      |                       |          |          |
| WD       | 9  | ジャンカルロ・フィジケラ         | ジョーダン-ホンダ       | 0    | 負傷                  |          |          |

## 注
- ラップリーダー：ファン・パブロ・モントーヤ 30 (1-23, 36-42), ミハエル・シューマッハ 14 (24-25, 29-35, 68-72), キミ・ライコネン 21 (26, 43-49, 55-67), デビッド・クルサード 7 (27-28, 50-54)
- フランスグランプリは2009年から2017年まで開催されなかったため、デビッド・クルサードのファステストラップはフランスグランプリにおける最後のものとなった。

## 第11戦終了時点でのランキング
- 太字は理論上ワールドチャンピオンの可能性あり

| 順位 | ドライバー                 | ポイント |
| ---- | -------------------------- | -------- |
| 1    | ミハエル・シューマッハ     | 96       |
| 2    | ファン・パブロ・モントーヤ | 34       |
| 3    | ルーベンス・バリチェロ     | 32       |
| 4    | ラルフ・シューマッハ       | 32       |
| 5    | デビッド・クルサード       | 30       |

| 順位 | コンストラクター        | ポイント |
| ---- | ----------------------- | -------- |
| 1    | フェラーリ              | 128      |
| 2    | ウィリアムズ-BMW        | 66       |
| 3    | マクラーレン-メルセデス | 47       |
| 4    | ルノー                  | 15       |
| 5    | ザウバー-ペトロナス     | 10       |

- 注：ドライバー、コンストラクター共にトップ5のみ表示。